# Reichenows bergastrild
De Reichenows bergastrild (Cryptospiza reichenovii) is een zangvogel uit de familie Estrildidae (prachtvinken).

## Verspreiding en leefgebied
Deze soort telt 2 ondersoorten:
- C. r. reichenovii: zuidoostelijk Nigeria, Kameroen, noordwestelijk Angola en het eiland Bioko.
- C. r. australis: van oostelijk Congo-Kinshasa en Oeganda tot oostelijk Zimbabwe en westelijk Mozambique.